# ميخائيل الرابع البافلاغوني
ميخائيل الرابع البافلاغوني (باليونانية: Μιχαὴλ (Δ´) ὁ Παφλαγών)‏، (باللاتينية: Mikhaēl ho Paphlagōn)، (ولد 1010 – 10 ديسمبر 1041) كان الإمبراطور البيزنطي من 11 أبريل 1034 إلى وفاته في 10 ديسمبر 1041. وكان ابن فلاح وعمل كمغير عملة حتى تم العثور عليه في المحكمة من قبل شقيقه يوحنا أورفانوتروفوس. لفت العين الإمبراطورة زوي بورفيريوجينيتا  وبدئا علاقة عاصفة وصارخة. تآمر ميخائيل وزوي لقتل زوجها، الإمبراطور رومانوس الثالث أرغيروس، الذي عُثر عليه ميتًا في حمامه عام 1034. تزوج ميخائيل وزوي في نفس اليوم وتوج ميخائيل الإمبراطور في اليوم التالي.